# Vegetotherapie
Vegetotherapie is een vorm van lichaamsgerichte psychotherapie gebaseerd op Reichiaanse psychotherapie.
Wilhelm Reich heeft de uitgangspunten voor vegetotherapie beschreven in ‘Psychischer Contact und vegetatieve Stroemung’ (1935). Later is dit opgenomen in de uitgebreide uitgave van ‘Karakter Reich's Analysis’ (1933, 1949).

## Biodynamische vegetotherapie
In Biodynamische vegetotherapie onderzoekt de cliënt zijn/haar levensenergie en teruggehouden gevoelens en impulsen. Hij/zij kan die tot uitdrukking brengen in beweging, geluid en inzicht. In dit proces kunnen herinneringen, beelden, gevoelens en inzichten opborrelen. De gestagneerde energie kan vrijkomen. Een nieuw gezond zelfbewustzijn kan zich zo verder ontwikkelen.
Voorbeelden van vegetotherapie en interviews met therapeuten en cliënten die met vegetotherapie hebben gewerkt, zijn te zien in de film Ruimte voor Geluk, geregisseerd door Dick Young (goedgekeurd door de American College of Orgonomy).